# Sajuela
Sajuela o la Granja Sajuela es un despoblado del municipio de Miranda de Ebro (Burgos), cuya principal característica es estar rodeada por la comunidad autónoma de La Rioja, concretamente de los municipios de Fonzaleche, Cellorigo y Galbárruli.

## Localización
Perteneciente administrativamente a la provincia de Burgos, se encuentra en las cercanías a los Montes Obarenes, limitando con las localidades riojanas de Cellorigo por el norte y el oeste, de Galbárruli por el noreste y de Fonzaleche por el sur y sureste. Actualmente el acceso más rápido se realiza por caminos de parcelaria desde la localidad de Villaseca, perteneciente al municipio de Fonzaleche.

## Historia
En la documentación medieval aparece dividida en dos barrios, Sajuela de Yuso y de Suso. El conde de Salinas, su propietario, lo vendió en la Edad Moderna a Miranda de Ebro. Hasta mediados del siglo XX existía también en este lugar una pequeña ermita o iglesia dedicada a Santiago, de estilo de transición entre el románico y el gótico. Por esa época aún vivían este lugar 6 personas.
Así se describe a Sajuela en el tomo XII del Diccionario geográfico-estadístico-histórico de España y sus posesiones de Ultramar, obra impulsada por Pascual Madoz a mediados del siglo XIX:

Granja en la provincia, audiencia territorial, capitanía general y diócesis de Burgos (13 leguas), partido judicial, ayuntamiento, término y jurisdicción de Miranda de Ebro. Tiene 1 casa, y 1 iglesia parroquial (Santiago) servida por 1 cura párroco. El terreno es de mediana calidad; le cruza un riachuelo sobre el cual hay 2 puentes. Producciones: cereales, legumbres, patatas y vino; cría ganado lanar, y caza de perdices y codornices. Población: 1 vecino, 6 almas.
Diccionario geográfico-estadístico-histórico de España y sus posesiones de Ultramar

## Situación actual
La superficie actual es de aproximadamente 100 hectáreas y en su mayoría está destinado a labores agrícolas y, además, siendo junto al cercano enclave de El Ternero las únicas tierras  castellano y leonesas admitidas en la Denominación de Origen Rioja.